# Нижні Карамали (Стерлібашевський район)
Нижні Карамали́ (рос. Нижние Карамалы, башк. Түбәнге Ҡарамалы) — присілок у складі Стерлібашевського району Башкортостану, Росія. Входить до складу Бакеєвської сільської ради.
Населення — 29 осіб (2010; 40 в 2002).
Національний склад:
- росіяни — 72%